# Talaus
Talaus is een geslacht van spinnen uit de  familie van de Thomisidae (krabspinnen).

## Soorten
- Talaus dulongjiang Tang et al, 2008
- Talaus elegans Thorell, 1890
- Talaus limbatus Simon, 1895
- Talaus nanus Thorell, 1890
- Talaus niger Tang et al, 2008
- Talaus oblitus O. P.-Cambridge, 1899
- Talaus opportunus (O. P.-Cambridge, 1873)
- Talaus samchi Ono, 2001
- Talaus semicastaneus Simon, 1909
- Talaus triangulifer Simon, 1886
- Talaus xiphosus Zhu & Ono, 2007